# Juriy Cannarsa
Juriy Cannarsa (Torino, 22 aprile 1976) è un allenatore di calcio ed ex calciatore italiano di ruolo difensore.

## Biografia
Suo figlio Daniel è anch'egli un calciatore.

## Carriera

### Giocatore
Ha iniziato a giocare nel Pescara. Dopo quattro stagioni con i biancazzurri, nel 1999 è passato in prestito alla Fermana. Dopo un breve ritorno a Pescara, nel 2000 si è trasferito al Livorno. Ha militato nel club labronico per quattro stagioni, vincendo un campionato di Serie C1 e ottenendo la promozione in Serie A nel 2004, sotto la guida tecnica di Walter Mazzarri. Nel 2004 ha seguito Mazzarri, trasferendosi alla Reggina. Ha esordito in Serie A il 12 settembre 2004 con la maglia della Reggina nella partita Reggina-Udinese (0-0). Dopo due stagioni in massima serie con il club amaranto, nel 2006 è passato al Frosinone. Nel gennaio 2009 ha firmato un contratto biennale con la Salernitana. Rimasto svincolato al termine della stagione, nel gennaio 2010 è stato ingaggiato dall'Arezzo. Nel luglio 2010 è passato al Savona. Nel gennaio 2011 si è trasferito in prestito al Rodengo Saiano. Nell'estate 2011 si è trasferito a titolo definitivo al Rosignano Sei Rose. Il 14 dicembre 2011, a seguito dell'esonero di Stefano Brondi, è diventato tecnico ad interim del Rosignano, in coppia con Riccardo Fratini. Dopo una sola partita, vittoriosa in trasferta, la coppia Cannarsa-Fratini lascia spazio in panchina a Rino Lavezzini. Nel 2012 è passato al Forcoli, club con cui ha concluso la propria carriera nel 2013.

### Allenatore
Dal 2014 al 2021 ha allenato le giovanili del Livorno, con una parentesi da collaboratore tecnico della prima squadra nella stagione 2015-2016. Nell'estate 2021 è diventato allenatore dell'Apolonia Fier.
Nel 2024 allena le giovanili dell'Al Nasr.

## Statistiche

### Presenze e reti nei club
| Stagione         | Squadra            | Campionato       | Campionato | Campionato | Coppe nazionali | Coppe nazionali | Coppe nazionali | Coppe continentali | Coppe continentali | Coppe continentali | Altre coppe | Altre coppe | Altre coppe | Totale | Totale | Totale |
| Stagione         | Squadra            | Comp             | Pres       | Reti       | Comp            | Pres            | Reti            | Comp               | Pres               | Reti               | Comp        | Pres        | Reti        | Pres   | Reti   |        |
| ---------------- | ------------------ | ---------------- | ---------- | ---------- | --------------- | --------------- | --------------- | ------------------ | ------------------ | ------------------ | ----------- | ----------- | ----------- | ------ | ------ | ------ |
| 1995-1996        | Pescara            | B                | 3          | 0          | CI              | 0               | 0               | -                  | -                  | -                  | -           | -           | -           | 3      | 0      |        |
| 1996-1997        | Pescara            | B                | 14         | 0          | CI              | 0               | 0               | -                  | -                  | -                  | -           | -           | -           | 14     | 0      |        |
| 1997-1998        | Pescara            | B                | 22         | 0          | CI              | 2               | 0               | -                  | -                  | -                  | -           | -           | -           | 24     | 0      |        |
| 1998-1999        | Pescara            | B                | 31         | 1          | CI              | 2               | 0               | -                  | -                  | -                  | -           | -           | -           | 33     | 1      |        |
| giu.-ott. 1999   | Pescara            | B                | 0          | 0          | CI              | 3               | 0               | -                  | -                  | -                  | -           | -           | -           | 3      | 0      |        |
| Totale Pescara   | Totale Pescara     | Totale Pescara   | 70         | 1          |                 | 7               | 0               |                    | -                  | -                  |             | -           | -           | 77     | 1      |        |
| 1999-2000        | Fermana            | B                | 18         | 0          | CI              | 0               | 0               | -                  | -                  | -                  | -           | -           | -           | 18     | 0      |        |
| giu.-ott. 2000   | Pescara            | B                | 2          | 0          | CI              | 3               | 0               | -                  | -                  | -                  | -           | -           | -           | 5      | 0      |        |
| ott. 2000-2001   | Livorno            | C1               | 23+4       | 0+0        | CISC            | ?               | ?               | -                  | -                  | -                  | -           | -           | -           | 27+    | 0+     |        |
| 2001-2002        | Livorno            | C1               | 26         | 0          | CI+CISC         | 2+?             | 0+?             | -                  | -                  | -                  | SLSC        | 1           | 0           | 29+    | 0+     |        |
| 2002-2003        | Livorno            | B                | 31         | 1          | CI              | 2               | 0               | -                  | -                  | -                  | -           | -           | -           | 33     | 1      |        |
| 2003-2004        | Livorno            | B                | 34         | 2          | CI              | 1               | 0               | -                  | -                  | -                  | -           | -           | -           | 35     | 2      |        |
| Totale Livorno   | Totale Livorno     | Totale Livorno   | 118        | 3          |                 | 5+              | 0+              |                    | -                  | -                  |             | 1           | 0           | 124+   | 3+     |        |
| 2004-2005        | Reggina            | A                | 34         | 0          | CI              | 0               | 0               | -                  | -                  | -                  | -           | -           | -           | 34     | 0      |        |
| 2005-2006        | Reggina            | A                | 7          | 0          | CI              | 0               | 0               | -                  | -                  | -                  | -           | -           | -           | 7      | 0      |        |
| Totale Reggina   | Totale Reggina     | Totale Reggina   | 41         | 0          |                 | 0               | 0               |                    | -                  | -                  |             | -           | -           | 41     | 0      |        |
| 2006-2007        | Frosinone          | B                | 29         | 0          | CI              | 0               | 0               | -                  | -                  | -                  | -           | -           | -           | 14     | 8      |        |
| 2007-2008        | Frosinone          | B                | 11         | 1          | CI              | 1               | 0               | -                  | -                  | -                  | -           | -           | -           | 12     | 1      |        |
| 2008-gen. 2009   | Frosinone          | B                | 3          | 0          | CI              | 0               | 0               | -                  | -                  | -                  | -           | -           | -           | 3      | 0      |        |
| Totale Frosinone | Totale Frosinone   | Totale Frosinone | 43         | 1          |                 | 1               | 0               |                    | -                  | -                  |             | -           | -           | 44     | 1      |        |
| gen.-giu. 2009   | Salernitana        | B                | 10         | 0          | CI              | 0               | 0               | -                  | -                  | -                  | -           | -           | -           | 10     | 0      |        |
| gen.-giu. 2010   | Arezzo             | LP1              | 8          | 0          | CILP            | ?               | ?               | -                  | -                  | -                  | -           | -           | -           | 8+     | 0+     |        |
| 2010-gen. 2011   | Savona             | LP2              | 10         | 1          | CILP            | ?               | ?               | -                  | -                  | -                  | -           | -           | -           | 10+    | 1+     |        |
| gen.-giu. 2011   | Rodengo Saiano     | LP2              | 8          | 1          | CILP            | ?               | ?               | -                  | -                  | -                  | -           | -           | -           | 8+     | 1+     |        |
| 2011-2012        | Rosignano Sei Rose | D                | 26         | 3          | CISD            | ?               | ?               | -                  | -                  | -                  | -           | -           | -           | 26+    | 3+     |        |
| 2012-2013        | Forcoli            | D                | 29         | 1          | CISD            | ?               | ?               | -                  | -                  | -                  | -           | -           | -           | 29+    | 1+     |        |
| Totale carriera  | Totale carriera    | Totale carriera  | 383        | 11         |                 | 16+             | 0+              |                    | -                  | -                  |             | 1           | 0           | 400+   | 11+    |        |

## Palmarès

### Club

#### Competizioni nazionali
- Serie C1: 1

Livorno: 2001-2002